# Guapé
Guapé är en kommun i Brasilien.   Den ligger i delstaten Minas Gerais, i den sydöstra delen av landet, 600 km söder om huvudstaden Brasília. Antalet invånare är 13 838. Guapé ligger vid sjöarna  Lagoa do Morro Grande Lagoa do Junco Lagoa do Chalé Lagoa do Arame och Reprêsa de Furnas.
Omgivningarna runt Guapé är huvudsakligen savann. Runt Guapé är det glesbefolkat, med 20 invånare per kvadratkilometer.